# Nicolas l’Aleman
Nicolas l’Aleman († Juni 1277) war Herr von Caesarea im Königreich Jerusalem. Als solcher wurde er auch Nicolas von Caesarea genannt.
Er war ein Sohn des Jean l’Aleman und dessen Gattin Margarethe Brisebarre von Caesarea. Als sein Vater starb, war Nicolas’ älterer Bruder Hugo bereits tot, deshalb erbte Nicolas die mütterliche Herrschaft Caesarea.
Die Festungsstadt Caesarea wurde 1275 von den Mamluken unter Sultan Baibars I. erobert und entvölkert.
1276 heiratete er Isabella von Ibelin (* 1252; † 1282/1283), Herrin von Beirut, Tochter des Johann II. von Beirut. Sie war zuvor bereits zweimal verheiratet gewesen, nämlich mit dem König Hugo II. von Zypern († 1267), sowie mit einem englischen Kreuzritter namens Hamo le Strange († um 1274), Herr von Ellesmere.
1276 ermordete Nicolas in Nikosia den Großvetter seiner Frau, Johann von Ibelin, woraufhin dessen Bruder Balduin von Ibelin Rache übte und Nicolas im Juni 1277 ermordete. Die Hintergründe zu dieser blutigen Familienfehde blieben in den Überlieferungen ungenannt.
Nach seinem Tod heiratete seine Witwe in vierter Ehe Wilhelm Barlais († 1305/1306).